# Les Opies
Les Opies ist mit einer Gipfelhöhe von 498 Metern der höchste Berg der Hügelkette Alpilles (dt. Alpillen). Sie befindet sich auf dem Gebiet der Gemeinde Eyguières.

## Geografie
Les Opies befindet sich zwischen den Orten Aureille und Eyguières. Sie liegt im Südosten der Alpillen bzw. des Regionalen Naturparks Alpilles. Für Wanderer gibt es drei Wege zum Gipfel: Einer beginnt im Ortskern von Aureille, ein weiterer an der D25A bei Aureille. Diese beiden Wege kommen zusammen und stellen den Westaufstieg dar. Der dritte Weg beginnt in der Nähe der Burgruine Roquemartine. Er ist der Ostaufstieg zum Gipfel. Aufgrund der Brandgefahr kann der Aufstieg bei ungünstigen Wetterbedingungen untersagt werden.

## Etymologie
Der Namensbestandteil Opies leitet sich von Aupiho ab, dem provenzalischen Namen der Alpilles.